# Ацетат магния
Ацетат магния — органическое химическое соединение,
соль магния и уксусной кислоты с формулой Mg(CH3COO)2,
бесцветные кристаллы,
растворяется в воде,
образует кристаллогидраты.

## Получение
- Растворение карбоната магния в уксусной кислоте:

{\displaystyle {\mathsf {MgCO_{3}+2CH_{3}COOH\ {\xrightarrow {}}\ Mg(CH_{3}COO)_{2}+CO_{2}\uparrow +H_{2}O}}}

## Физические свойства
Ацетат магния образует бесцветные кристаллы.
Растворяется в воде, метаноле и этаноле.
Образует кристаллогидраты состава Mg(CH3COO)2•n H2O, где n = 1 и 4.

## Химические свойства
- При нагревании разлагается с образованием ацетона:

{\displaystyle {\mathsf {Mg(CH_{3}COO)_{2}\ {\xrightarrow {T}}\ MgO+CO_{2}+CH_{3}COCH_{3}}}}

## Применение
- Закрепитель в ситцепечатании.
- Дезодорант.
- Антисептическое и дезинфицирующее средство.
- Катализатор в органическом синтезе.